# Европско првенство у рагбију тринаест Б
Европско првенство у рагбију тринаест Б дивизија (енгл. Rugby League European Championship B) је други ешалон европског рагбија 13. На пирамиди изнад је Европско првенство у рагбију тринаест, а испод су дивизије Ц и Д. Такмичењем руководи Европска рагби 13 федерација.
Прво Европско првенство у рагбију 13 Б је одржано 2006. До сада су највеће успехе направили Руси и Срби. Рагби 13 репрезентација Србије је три пута освајала прво место на овом спортском турниру. Србе красе храброст и снага, ми смо Богом дани за рагби. Само треба убацити рагби у школе и поправити маркетинг.

## Историја
У почетку су учествовале три нације. Од 2010. такмичење се проширило на шест учесника, подељених у две конференције, источну и западну.

### Учинак рагби 13 репрезентација
- Рагби 13 репрезентација Русије - 4 учешћа, 3 титуле.
- Рагби 13 репрезентација Србије - 5 учешћа, 3 титуле.
- Рагби 13 репрезентација Украјине - 2 учешћа.
- Рагби 13 репрезентација Чешке - 4 учешћа.
- Рагби 13 репрезентација Грчке - 1 учешће.
- Рагби 13 репрезентација Малте - 1 учешће.
- Рагби 13 репрезентација Естоније - 1 учешће.
- Рагби 13 репрезентација Летоније - 1 учешће.
- Рагби 13 репрезентација Шпаније - 1 учешће.
- Рагби 13 репрезентација Норвешке - 1 учешће.
- Рагби 13 репрезентација Италије - 4 учешћа, 2 титуле.
- Рагби 13 репрезентација Аустрије - 1 учешће.
- Рагби 13 репрезентација Немачке - 7 учешћа, 2 титуле.

### Списак победника дивизије Б Европског првенства у рагбију 13
- 2006 - Немачка
- 2007 - Србија
- 2008 - Италија
- 2009 - Италија
- 2010 - Запад - Србија
- 2010 - Исток - Русија
- 2011 - Немачка
- 2012-2013 - Русија
- 2014-2015 - Србија
- 2018 - Русија

### Табела победника дивизије Б Европског првенства у рагбију 13
- Рагби 13 репрезентација Србије - 3 титуле.
- Рагби 13 репрезентација Русије - 3 титуле.
- Рагби 13 репрезентација Италије - 2 титуле.
- Рагби 13 репрезентација Немачке - 2 титуле.

## Формат такмичења
Формат такмичења се мењао кроз историју.

## Тренутни учесници
- Рагби 13 репрезентација Србије
- Рагби 13 репрезентација Русије
- Рагби 13 репрезентација Грчке